# Presles-et-Boves
Presles-et-Boves és un municipi francès situat al departament de l'Aisne i a la regió dels Alts de França. L'any 2017 tenia 360 habitants.

## Demografia
El 2017 la població de fet de Presles-et-Boves era de 356 persones. En 2007 hi havia 128 famílies de les quals 32 eren unipersonals (12 homes vivint sols i 20 dones vivint soles), 40 parelles sense fills, 44 parelles amb fills i 12 famílies monoparentals amb fills.
La població ha evolucionat segons el següent gràfic:
Habitants censats

### Habitatges
El 2007 hi havia 165 habitatges, 131 eren l'habitatge principal de la família, 22 eren segones residències i 12 estaven desocupats. 162 eren cases i 3 eren apartaments. Dels 131 habitatges principals, 101 estaven ocupats pels seus propietaris, 29 estaven llogats i ocupats pels llogaters i 1 estava cedit a títol gratuït; 8 tenien dues cambres, 25 en tenien tres, 33 en tenien quatre i 65 en tenien cinc o més. 113 habitatges disposaven pel capbaix d'una plaça de pàrquing. A 48 habitatges hi havia un automòbil i a 68 n'hi havia dos o més.

### Piràmide de població
La piràmide de població per edats i sexe el 2009 era:
| Homes | Edats   | Dones |
| ----- | ------- | ----- |
| 0     | 95 o +  | 0     |
| 0     | 90 a 94 | 0     |
| 0     | 85 a 89 | 4     |
| 4     | 80 a 84 | 0     |
| 0     | 75 a 79 | 8     |
| 8     | 70 a 74 | 16    |
| 8     | 65 a 69 | 4     |
| 8     | 60 a 64 | 12    |
| 8     | 55 a 59 | 8     |
| 24    | 50 a 54 | 8     |
| 4     | 45 a 49 | 4     |
| 8     | 40 a 44 | 16    |
| 12    | 35 a 39 | 16    |
| 8     | 30 a 34 | 8     |
| 12    | 25 a 29 | 8     |
| 8     | 20 a 24 | 8     |
| 4     | 15 a 19 | 8     |
| 8     | 10 a 14 | 16    |
| 8     | 5 a 9   | 20    |
| 20    | 0 a 4   | 8     |

## Economia
El 2007 la població en edat de treballar era de 227 persones, 157 eren actives i 70 eren inactives. De les 157 persones actives 131 estaven ocupades (74 homes i 57 dones) i 26 estaven aturades (12 homes i 14 dones). De les 70 persones inactives 21 estaven jubilades, 23 estaven estudiant i 26 estaven classificades com a «altres inactius».

### Ingressos
El 2009 a Presles-et-Boves hi havia 128 unitats fiscals que integraven 322 persones, la mediana anual d'ingressos fiscals per persona era de 17.110,5 €.

### Activitats econòmiques
Dels 18 establiments que hi havia el 2007, 2 eren d'empreses extractives, 2 d'empreses de fabricació d'altres productes industrials, 4 d'empreses de construcció, 1 d'una empresa de comerç i reparació d'automòbils, 4 d'empreses de transport, 2 d'empreses d'hostatgeria i restauració, 1 d'una empresa de serveis, 1 d'una entitat de l'administració pública i 1 d'una empresa classificada com a «altres activitats de serveis».
Dels 5 establiments de servei als particulars que hi havia el 2009, 1 era una funerària, 1 paleta, 1 fusteria, 1 electricista i 1 restaurant.
L'únic establiment comercial que hi havia el 2009 era una adrogueria.
L'any 2000 a Presles-et-Boves hi havia 4 explotacions agrícoles.

## Equipaments sanitaris i escolars
El 2009 hi havia una escola elemental integrada dins d'un grup escolar amb les comunes properes formant una escola dispersa.

## Poblacions més properes
El següent diagrama mostra les poblacions més properes.